# Caius Vibius Pansa
Caius Vibius Pansa Caetronianus (? – Bononia (Bologna), Kr. e. 43. április 22.) római consul, Julius Caesar támogatója volt a Pompeius elleni polgárháborúban.
Néptribunus volt Kr. e. 51-ben. A polgárháborúban a Pompeiusszal szemben álló caesarianus párthoz csatlakozott. Caesar nevezte ki Kr. e. 43 consuljának Aulus Hirtiusszal együtt. A dictator meggyilkolása után átállt a republikánus oldalra, és consultársával, valamint a propraetori hatalommal felruházott Octavianusszal hadat vezetett a Mutinát (Modena) ostromló Marcus Antonius ellen, aki megpróbálta átvenni Gallia Cisalpina vezetését a köztársasági érzelmű Decimus Brutustól. Bár győzelmet arattak, Pansa megsérült az április 15-i Forum Gallorum-i összecsapásban, és pár nappal később belehalt sérüléseibe. Nem sokkal előtte Hirtius is odaveszett, így a hadsereg vezetése az ambiciózus Octavianus kezébe került, aki megalapozhatta későbbi hatalmát.